# Sonia Prina
Sonia Prina (ur. 30 listopada 1975 w Magenta) – włoska śpiewaczka operowa (kontralt), specjalizująca się w muzyce barokowej.
Ukończyła Conservatorio Giuseppe Verdi w Mediolanie w klasie śpiewu i trąbki. W 1994 została przyjęta do akademii śpiewu przy Teatro alla Scala.
Współpracowała z wieloma, światowej sławy, dyrygentami jak m.in. Giovannim Antoninim, Rinaldem Alessandrinim, Fabiem Biondim, Antoniem Florio, Ottaviem Dantone, Emmanuelle Haïm, Williamem Christiem, Ivorem Boltonem, Alessandrem de Marchim, Alanem Curtisem, Adamem Fischerem czy Jordim Savallem.
W swoim repertuarze ma partie wokalne z dzieł takich kompozytorów jak: Georg Friedrich Händel (Rinaldo, Orlando, Alcina, Tamerlano, Amadigi, Giulio Cesare, Ariodante i Amadigi), Claudio Monteverdi (Il ritorno d’Ulisse in Patria, L’Incoronazione di Poppea, L’Orfeo), Antonio Vivaldi (Farnace), Alessandro Scarlatti (La Principessa Fedele, La Vergine dei Dolori), Gioacchino Rossini (Cyrulik sewilski, Włoszka w Algierze), Gaetano Donizetti (Anna Boleyn).

## Koncerty w Polsce
- 13 kwietnia 2006 – w Filharmonii Krakowskiej w ramach festiwalu Misteria Paschalia – La passione di Gesù Cristo Signor Nostro Caldary z akompaniamentem Arte Dei Suonatori pod dyrekcją Antonia Floria[3].
- 9 kwietnia 2007 – w Filharmonii Krakowskiej w ramach festiwalu Misteria Paschalia – Motetti e concerti II Vivaldiego z akompaniamentem Accademii Bizantiny pod dyrekcją Ottavia Dantonego[4].
- 20 marca 2008 – w Filharmonii Krakowskiej w ramach festiwalu Misteria Paschalia – La Vergine Dei Dolori Scarlattiego z akompaniamentem Concerto Italiano pod dyrekcją Rinalda Alessandriniego[5].
- 13 kwietnia 2009 – w Filharmonii Krakowskiej w ramach festiwalu Misteria Paschalia – Arie e concerti Vivaldiego z akompaniamentem Il Giardino Armonico pod dyrekcją Giovanniego Antoniniego[6].
- 14 kwietnia 2009 – Arie e concerti Vivaldiego z akompaniamentem Il Giardino Armonico pod dyrekcją Giovanniego Antoniniego. Koncert w Filharmonii Łódzkiej w ramach Łódzkiej Wielkanocy Muzycznej.
- 18 grudnia 2009 – w tytułowej roli w operze Händla Rinaldo (z akompaniamentem Accademii Bizantiny pod dyrekcją Ottavia Dantonego). Koncert odbył się w Teatrze im. Słowackiego w Krakowie w ramach cyklu Opera Rara[7]
- 19 maja 2010 – jako Ottone w operze Vivaldiego Ottone in villa (z akompaniamentem Il Giardino Armonico pod dyrekcją Giovanniego Antoniniego). Koncert w Teatrze im. Słowackiego w ramach cyklu Opera Rara[8].

## Dyskografia
| Rok  | Kompozytor | Tytuł                                 | Wykonawcy | Zespół                                                     | Dyrygent                                                            | Wydawnictwo       |
| ---- | ---------- | ------------------------------------- | --- | ---------------------------------------------------------- | ------------------------------------------------------------------- | ----------------- |
| 2000 | Sarti      | Giulio Sabino                         | Alessandra Palomba, Donatella Lombardi, Kremena Dilcheva, Sonia Prina, Elena Monti | Accademia Bizantina                                        | Ottavio Dantone                                                     | Bongiovanni       |
| 2001 | Donizetti  | Anna Bolena                           | Dimitra Theodossiou, Sonia Ganassi, Fabio Sartori, Andrea Papi, Sonia Prina | Orchestra I Pomeriggi Musicali di Milano                   |                                                                     | Dynamic           |
| 2001 | Galuppi    | Il Filosofo di Campagna               | Paola Antonucci, Sonia Prina, Paola Cigna, Cristiano Olivieri, Patrizio Saudelli | Intermusica Ensemble                                       |                                                                     | Bongiovanni       |
| 2002 | Vivaldi    | La Senna Festeggiante                 | Nicola Ulivieri, Juanita Lascarro, Sonia Prina | Concerto Italiano                                          | Rinaldo Alessandrini                                                | Opus 111          |
| 2002 | Vivaldi    | Farnace                               | Fulvio Bettini, Furio Zanasi, Sonia Prina, Adriana Fernandez, Cinzia Forte, Sara Mingardo, Gloria Banditelli | Le Concert des Nations                                     | Jordi Savall                                                        | Alia Vox          |
| 2003 | Vivaldi    | L'Olimpiade                           | Sergio Foresti, Roberta Invernizzi, Sara Mingardo, Sonia Prina, Laura Giordano, Riccardo Novaro, Marianna Kulikova | Concerto Italiano                                          | Rinaldo Alessandrini                                                | Naïve             |
| 2004 | Händel     | Lotario                               | Sara Mingardo, Simone Kermes, Sonia Prina, Hilary Summers, Steve Davislim, Vito Priante | Il Complesso Barocco                                       | Alan Curtis                                                         | Harmonia Mundi    |
| 2004 | Vivaldi    | Orlando                               | Antonio Abete, Gemma Bertagnolli, Marina Comparato, Sonia Prina, Manuela Custer, Martin Oro, Marianna Pizzolato | Academia Montis Regalis                                    | Alessandro De Marchi                                                | Naïve             |
| 2004 | Monteverdi | Orfeusz                               | Norbert Meyn, Malcolm Bennett, Christopher Maltman, Richard Burkhard, Alice Coote, Carolyn Sampson, Paul Agnew, Robert MacDonald, Lorenzo Regazzo, Patrizia Ciofi, Sonia Prina, Pascal Bertin, Mario Luperi, Paul Thompson, Ian Bostridge, Natalie Dessay, Véronique Gens | Les Sacqueboutiers                                         | Emmanuelle Haïm                                                     | Virgin Classics   |
| 2004 | Vivaldi    | Operas                                | Sergio Foresti, Philippe Jaroussky, Magdalena Kožená, Sara Mingardo, Nathalie Stutzmann, Roberta Invernizzi, Sonia Prina, Gemma Bertagnolli, Guillemette Laurens, Anthony Rolfe Johnson, Martino Faggiani                                                                 | Academia Montis Regalis Concerto Italiano Matheus Ensemble | Alessandro de Marchi, Jean-Christophe Spinosi, Rinaldo Alessandrini | Opus 111          |
| 2005 | Sammartini | Sacred Cantatas                       | Filippo Ravizza, Silvia Mapelli, Mirko Guadagnini, Silvia Prina | Capriccio Italiano Ensemble                                | Daniele Ferrari                                                     | Naxos             |
| 2005 | Różni      | Harmonie Universelle II               | Arianna Savall, Montserrat Figueras, Lambert Climent, Francesc Garrigosa, Daniele Carnovich, Michael Behringer, Bruno Cocset, Manfredo Kraemer, Philippe Pierlot, Rolf Lislevand, Adriana Fernandez, Sonia Prina, Sara Mingardo, Furio Zanas                              | Hespèrion XXI                                              |                                                                     | Alia Vox          |
| 2005 | Händel     | Rodelinda                             | Simone Kermes, Marijana Mijanovic, Steve Davislim, Marie-Nicole Lemieux, Vito Priante, Sonia Prina | Il Complesso Barocco                                       | Alan Curtis                                                         | Archiv Produktion |
| 2007 | Vivaldi    | Arie ritrovate                        | Sonia Prina | Accademia Bizantina                                        | Ottavio Dantone                                                     | Naïve             |
| 2007 | Händel     | Alcina                                | Anja Harteros, Weselina Kacarowa, Sonia Prina, Verónica Cangemi, John Mark Ainsley, Christopher Purves, Axel Wolf | Bayerisches Staatsorchester                                | Ivor Bolton                                                         | Farao Records     |
| 2007 | Händel     | Il trionfo del Tempo e del Disinganno | Natalie Dessay, Sonia Prina, Ann Hallenberg, Pavol Breslik, Patrick Beaugiraud, Astushi Sakai | Le Concert d'Astree                                        | Emmanuelle Haïm                                                     | Virgin Classics   |
| 2007 | Conti      | David                                 | Marijana Mijanovic, Simone Kermes, Sonia Prina, Birgitte Christensen, Furio Zanasi, Vito Priante | Il Complesso Barocco                                       | Alan Curtis                                                         | Virgin Classics   |
| 2009 | Händel     | Alcina                                | Maite Beaumont, Vito Priante, Laura Cherici, Sonia Prina, Kobie van Rensburg, Karina Gauvin, Joyce DiDonato | Il Complesso Barocco                                       | Alan Curtis                                                         | Archiv Produktion |
| 2009 | Monteverdi | Orfeusz                               | Dietrich Henschel, Maria Grazia Schiavo, Sonia Prina | Les Arts Florissants                                       | William Christie                                                    | Dynamic           |
| 2009 | Händel     | La Resurrezione                       | Camilla Tilling, Kate Royal, Toby Spence, Sonia Prina, Luca Pisaroni | Le Concert d’Astrée                                        | Emmanuelle Haïm                                                     | Virgin Classics   |
| 2009 | Händel     | Ezio                                  | Vito Priante, Karina Gauvin, Anicio Zorzi Giustiniani, Ann Hallenberg, Sonia Prina, Marianne E. Andersen | Il Complesso Barocco                                       | Alan Curtis                                                         | Archiv Produktion |

### DVD
- Gioacchino Rossini: La Pietra Del Paragone. Wykonawcy: Sonia Prina, Christian Senn, Laura Giordano, Jennifer Holloway, Jose Manuel Zapata, Jean-Christophe Spinosi, Ensemble Matheus. Data wydania: 20 listopada 2007
- Claudio Monteverdi: Orfeusz. Wykonawcy: Dietrich Henschel, Maria Grazia Schiavo, Sonia Prina, Les Arts Florissants, William Christie. Data wydania: 30 czerwca 2009